# سباق أمستل الذهبي 2017
سباق أمستل الذهبي 2017 (بالإنجليزية: 2017 Amstel Gold Race)‏ هو سباق دراجات هوائية، وهو الموسم رقم 52 من نفس السباق، وأقيم في 16 أبريل 2017، وامتدّ لمسافة 261 كيلومتر، وهو أحد سباقات طواف العالم للدراجات 2017، وهو من نوع سباق يوم واحد، وقد شارك في السباق 191 متسابقاً ووصل إلى نهايته 127 متسابقاً.
فاز فيه بالمركز الأول فيليب جيلبير، وبالمركز الثاني ميكال كوياتكووسكي، وبالمركز الثالث مايكل ألباسيني.

## الفرق
| فرق عالمية (18)- AG2R La Mondiale - Astana - Bahrain-Merida - BMC Racing Team - Bora-Hansgrohe - Cannondale-Drapac - Dimension Data - FDJ - Katusha-Alpecin - Lotto NL-Jumbo - Lotto-Soudal - Movistar Team - Orica-Scott - Quick-Step Floors - سكاي - سنويب - Trek-Segafredo - UAE Team Emirates فرق قارية محترفة (6)- رومبوت تشارلز ‏ - سبورت فلاندرين بالويس 2017 ‏ - Wanty-Groupe Gobert - Bardiani CSF - CCC Development Team ‏ - Direct Énergie |  |
| |  |

## التصنيف العام النهائي
| التصنيف العام | التصنيف العام      | التصنيف العام | التصنيف العام  | التصنيف العام |        |
| الدراج        | الدراج             | البلد         | الفريق         | الوقت         | السرعة |
| ------------- | ------------------ | ------------- | -------------- | ------------- | ------ |
| 1.            | فيليب جيلبير       | بلجيكا        | كويك ستب-فلورز | 6 س 31 د 40 ث |        |
| 2.            | ميكال كوياتكووسكي  | بولندا        | سكاي           | + 0 ث         |        |
| 3.            | مايكل ألباسيني     | سويسرا        | أوريكا سكوت    | + 10 ث        |        |
| 4.            | ناثان هاس          | أستراليا      | دايمنشن داتا   | + 10 ث        |        |
| 5.            | خوسيه خواكين روخاس | إسبانيا       | موفيستار       | + 10 ث        |        |
| 6.            | سيرجيو هيناو       | كولومبيا      | سكاي           | + 10 ث        |        |
| 7.            | جون ازقيراي        | إسبانيا       | البحرين ميريدا | + 14 ث        |        |
| 8.            | Michael Gogl ‏      | النمسا        | تريك سيغافريدو | + 1 د 10 ث    |        |
| 9.            | سوني كولبريلي      | إيطاليا       | البحرين ميريدا | + 1 د 11 ث    |        |
| 10.           | مايكل ماثيوز       | أستراليا      | سنويب          | + 1 د 11 ث    |        |

## وصلات خارجية
- الموقع الرسمي
- سباق أمستل الذهبي 2017 على موقع إحصائيات الدراجات الإحترافية (الإنجليزية)